# 马丁·萨伊迪克
马丁·萨伊迪克（Martin Sajdik，1949年1月14日—），奥地利外交家，曾任歐洲安全與合作組織特别代表，2007年8月就任奥地利驻中华人民共和国大使、駐朝鲜大使和駐蒙古大使。

## 教育
马丁·萨伊迪克于维也纳大学法律系毕业，后又在莫斯科国立大学和约翰霍普金斯大学进修。

## 职业生涯
- 1978-1980年：奥地利驻日内瓦办公室，负责接口联合国组织，红十字国际委员会等专门机构
- 1980-1985年，奧地利駐俄羅斯大使館（英语：Embassy of Austria in Moscow）新闻参赞和公使随员
- 1986-1987年：欧安会执行秘书处，新闻办公室主任
- 1987-1989年，Creditanstalt银行莫斯科办事处
- 1989-1991年：奥地利驻俄大使
- 1991-1997年：马库兰集团董事，马库兰国际有限公司董事总经理
- 1997-2003年：欧盟负责中欧、东欧和东南欧事务
- 2003-2007年：欧盟BMaA处处长
- 2007年8月-：奥地利驻中华人民共和国、朝鲜和蒙古大使